# Абелиани
Абелиани (груз. აბელიანი) — село в Грузии, на территории Тетрицкаройского муниципалитета края (мхаре) Квемо-Картли.

## География
Село находится в юго-восточной части Грузии, к югу от реки Алгети (Алгетское водохранилище), на расстоянии приблизительно 2 километров (по прямой) к северо-востоку от города Тетри-Цкаро, административного центра муниципалитета. Абсолютная высота — 1009 метров над уровнем моря.

## Население
По результатам официальной переписи населения 2014 года в Абелиани проживал 151 человек (76 мужчин и 75 женщин). В национальной структуре населения грузины составляли 100 %.
| Год  | Население, человек |
| ---- | ------------------ |
| 2002 | 46                 |
| 2014 | ↗ 151              |